# Joseph Campbell
Joseph John Campbell (26. března 1904, White Plains, New York, USA – 30. října 1987, Honolulu, Havaj) byl americký komparativní religionista. Hlavním tématem, kterým se zabýval, byla otázka mýtu.

## Život
Během studií cestoval do Evropy. V roce 1927 získal titul Master of Arts (M.A.) na Columbia University v oboru angličtina a komparativní literatura. Ve studiích pokračoval v Paříži a Mnichově, kde se zabýval artušovskými legendami. Během dalších pěti let, které strávil zpět ve Spojených státech (ve Woodstocku, New Yorku a Carmelu) zformuloval svou hlavní tezi, že mýtus je obrazový komunikační slovník z pramenů naší energie pronikající do racionálního vědomí (the pictorial vocabulary of communication from the source zones of our energies to the rational consciousness). Od roku 1934 učil na Sarah Lawrence Colledge v Bronxville (New Yorku), kde setrval dalších 38 let. V roce 1938 se oženil s Jean Erdmanovou. V roce 1985 obdržel čestnou medaili National Arts Club za literaturu a v roce 1987 byl zvolen do American Academy of Arts and Letters.
Cambellovým přítelem byl i George Lucas, jenž z Campbellových poznatků o mýtech a hrdinech čerpal pro svou trilogii Hvězdné války.[zdroj?]
Campbell zemřel v Honolulu 30. října 1987 po krátké nemoci.

## Kritika
Americký folklorista Alan Dundes uvádí že na počátku 21. století ve velkých knihkupectvích byly knihy Josepha Cambella, s výjimkou sbírek převyprávěných příběhů, často jediným obsahem sekce folklore and mythology. Zmiňuje i případ kdy byla celá sekce pojmenována prostě Joseph Cambell. Tento stav považuje Dundes za znepokojující, protože Campbell podle jeho názoru nebyl folkloristou, a jungiánské koncepty archetypu a kolektivního nevědomí, které popularizoval, jsou nevědecké. Ke konkrétním Dundesovým výtkám patří to že Campbell nakládá s pojmem mýtus velmi svévolně a nerozlišuje ho od pověsti a pohádky. Často své teze zakládá na textech které jsou literární, nikoliv lidové, a sekulární, nikoliv posvátné, jako je Parzival Wolframa von Eschenbach. Za svévolné považuje i některé komparace, například mezi příběh o Jonášovi spolknutém velrybou a Karkulkou spolknutou vlkem. Kromě odlišných žánrů a různých detailů upozorňuje na fakt že v nejstarších zaznamenaných verzí pohádce o Karkulce k žádnému spolknutí nedochází. Nakonec pak odmítá Cambellovu tezi o univerzálnosti mytických příběhů a jejich motivů. Například motiv „narození z panny“, který Campbell považuje za univerzální, je podle Dundese sice znám z Evropy, Asie a jižní Ameriky, ale neexistuje doklad o jeho výskytu v Africe, Austrálii nebo Oceánii.

## Dílo
Z Campbellových nejvýznačnějších děl:
- The Hero with a Thousand Faces (1948) (česky Tisíc tváří hrdiny: archetyp hrdiny v proměnách věků. Praha : Portál, 2000. ISBN 80-7178-354-4). Cituje se jako Campbellova nejzdařilejší kniha. Campbell zde srovnává mýty amerických domorodců, starých Řeků, hinduistů, buddhistů, Mayů či artušovských legend a Bible a nastiňuje obecné schéma hrdinovy dobrodružné cesty skrze přechodové rity ke konečnému proměnění (tzv. monomýtus). Podobně jako ruský lingvista Propp zkoumá vnitřní uspořádání mýtu, od něj však postupuje zpravidla k psychoanalytické interpretaci.
- The Masks of God (1950).
- Myth To Live By (1972).
- The Transformation of Myth Through Time (1990) (česky Proměny mýtu v čase : vývoj mýtů od raných kultur až po středověké legendy. Praha : Portál, 2000. ISBN 80-7178-397-8). Campbell popisuje vývoj mýtů v různých kulturách od počátku civilizace a prvních nálezů lidských maleb v jeskyních až po středověké legendy a snaží se zachytit proměňující se prvky mýtů i jejich stálé aspekty, odrážející obecnou povahu mýtu a lidského myšlení a cítění vůbec.

## Výroky
- Běžte za svým štěstím a vesmír vám otevře dveře. Kde byly předtím jen zdi.[zdroj?]
- Počítače jsou jako Bůh ve Starém zákonu; mají spoustu pravidel a žádné slitování.[zdroj?]
- Všichni bohové, všechna nebesa, všechna pekla jsou ve vás.[3]